# Isosorbide mononitrate
Isosorbide mononitrate, được bán dưới nhiều tên thương hiệu, là một loại thuốc dùng để điều trị đau ngực liên quan đến tim (đau thắt ngực), suy tim và co thắt thực quản. Nó có thể được sử dụng cả để điều trị và ngăn ngừa đau ngực liên quan đến tim, tuy nhiên thường ít được ưa thích hơn thuốc chẹn beta hoặc thuốc chẹn kênh calci. Nó được uống bằng miệng.
Các tác dụng phụ thường gặp bao gồm đau đầu, huyết áp thấp khi đứng, mờ mắt và đỏ da. Tác dụng phụ nghiêm trọng có thể bao gồm huyết áp thấp, đặc biệt nếu cũng tiếp xúc với các chất ức chế PDE5 như sildenafil. Sử dụng thuốc này không được khuyến cáo trong thai kỳ. Nó được cho là hoạt động bằng cách thư giãn cơ trơn trong các mạch máu.
Isosorbide mononitrate được cấp bằng sáng chế vào năm 1971 và được chấp thuận cho sử dụng y tế vào năm 1981. Nó có sẵn như là một loại thuốc gốc. Một tháng cung cấp ở Vương quốc Anh tiêu tốn của NHS khoảng một bảng mỗi tháng kể từ năm 2019. Tại Hoa Kỳ, chi phí bán buôn của số thuốc này là khoảng 4,30 đô la Mỹ. Năm 2016, đây là loại thuốc được kê đơn nhiều thứ 101 tại Hoa Kỳ với hơn 7 triệu đơn thuốc.

## Sử dụng trong y tế
Isosorbide mononitrate là một loại thuốc nitrat được sử dụng để phòng ngừa đau thắt ngực.

## Tác dụng phụ
Các tác dụng phụ sau đây đã được báo cáo trong các nghiên cứu với isosorbide mononitrate:
Rất phổ biến: Nhức đầu chiếm ưu thế (lên đến 30%) cần phải rút từ 2 đến 3% bệnh nhân, nhưng tỷ lệ mắc giảm nhanh khi điều trị tiếp tục.
Thường gặp: Mệt mỏi, rối loạn giấc ngủ (6%) và rối loạn tiêu hóa (6%) đã được báo cáo trong các thử nghiệm lâm sàng với viên nén giải phóng isosorbide mononitrate, nhưng với tần suất không lớn hơn so với giả dược. Hạ huyết áp (4 đến 5%), kém ăn (2,5%), buồn nôn (1%).